# 美瑛ポテトの丘ユースホステル
美瑛ポテトの丘ユースホステル（びえいポテトのおかユースホステル）は、日本ユースホステル協会に加盟している北海道のユースホステル。十勝岳の火山灰により形成された丘陵地帯が、馬鈴薯および小麦などの耕作地となり特有の景観を形成していることに因む。食事には必ず馬鈴薯を使った料理を出している。

## 設備
- 個人や小グループに適している
- グループで一室利用可
- ゲストルームあり
- 駐車場あり
- 駐輪場あり
- 洗濯機あり
- 乾燥機あり
- 荷物預かりあり
- 英語による予約可
- クレジットカード可
- 周辺にスキー場あり
- 周辺に温泉あり

## 休館
- 4月中旬、11月末 - 12月初旬、その他臨時休館あり

## アクセス
- 富良野線美瑛駅下車、または旭川空港富良野行きバス16分2つ目のバス停「美瑛駅」下車。車5分（送迎有、要連絡）

## 周辺情報
- パッチワークの丘
- 白金温泉:南東25キロメートル
- 拓真館:南12キロメートル - 風景写真家・前田真三のギャラリー